# Tour de Pologne 2015 – 7. etap
7. etap kolarskiego wyścigu Tour de Pologne 2015 odbył się 8 sierpnia. Start etapu oraz meta miały miejsce na Rynku Głównym w Krakowie. Etap liczył 25 kilometrów. Była to jazda indywidualna na czas.

## Wyniki etapu
| Miejsce | Zawodnik              | Państwo   | Zespół               | Czas     | Pkt. |
| ------- | --------------------- | --------- | -------------------- | -------- | ---- |
| 1.      | Marcin Białobłocki    | Polska    | Reprezentacja Polski | 28' 45"  | 20   |
| 2.      | Wasil Kiryjenka       | Białoruś  | Team Sky             | + 2"     | 19   |
| 3.      | Rick Flens            | Holandia  | Team LottoNL-Jumbo   | + 59"    | 18   |
| 4.      | Damien Howson         | Australia | Orica-GreenEdge      | + 1' 09" | 17   |
| 5.      | Jurgen Van den Broeck | Belgia    | Lotto Soudal         | + 1' 16" | 16   |
| 6.      | Patrick Gretsch       | Niemcy    | Ag2r-La Mondiale     | + 1' 23" | 15   |
| 7.      | Ion Izagirre          | Hiszpania | Movistar Team        | + 1' 24" | 14   |
| 8.      | Ilnur Zakarin         | Rosja     | Team Katusha         | + 1' 25" | 13   |
| 9.      | Riccardo Zoidl        | Austria   | Trek Factory Racing  | + 1' 26" | 12   |
| 10.     | Maciej Bodnar         | Polska    | Team Tinkoff-Saxo    | + 1' 26" | 11   |

## Klasyfikacje po 7. etapie

### Klasyfikacja generalna
| Miejsce | Zawodnik          | Państwo   | Zespół                 | Czas        |
| ------- | ----------------- | --------- | ---------------------- | ----------- |
|         | Ion Izagirre      | Hiszpania | Movistar Team          | 26h 04' 38" |
| 2.      | Bart De Clercq    | Belgia    | Lotto Soudal           | + 2"        |
| 3.      | Ben Hermans       | Belgia    | BMC Racing Team        | + 3"        |
| 4.      | Ilnur Zakarin     | Rosja     | Team Katusha           | + 14"       |
| 5.      | Fabio Aru         | Włochy    | Pro Team Astana        | + 15"       |
| 6.      | Diego Ulissi      | Włochy    | Lampre-Merida          | + 19"       |
| 7.      | Christophe Riblon | Francja   | Ag2r-La Mondiale       | + 40"       |
| 8.      | Sergio Henao      | Kolumbia  | Team Sky               | + 54"       |
| 9.      | Davide Formolo    | Włochy    | Team Cannondale-Garmin | + 1' 23"    |
| 10.     | Mikel Nieve       | Hiszpania | Team Sky               | + 1' 32"    |

### Klasyfikacja punktowa
| Miejsce | Zawodnik         | Państwo   | Zespół             | Punkty |
| ------- | ---------------- | --------- | ------------------ | ------ |
|         | Marcel Kittel    | Niemcy    | Team Giant-Alpecin | 53     |
| 2.      | Ion Izagirre     | Hiszpania | Movistar Team      | 50     |
| 3.      | Ben Hermans      | Belgia    | BMC Racing Team    | 46     |
| 4.      | Sébastien Turgot | Francja   | Ag2r-La Mondiale   | 44     |
| 5.      | Caleb Ewan       | Australia | Orica-GreenEdge    | 41     |
| 6.      | Bart De Clercq   | Belgia    | Lotto Soudal       | 40     |
| 7.      | Diego Ulissi     | Włochy    | Lampre-Merida      | 38     |
| 8.      | Sergio Henao     | Kolumbia  | Team Sky           | 37     |
| 9.      | Tom Van Asbroeck | Belgia    | Team LottoNL-Jumbo | 36     |
| 10.     | Ilnur Zakarin    | Rosja     | Team Katusha       | 34     |

### Klasyfikacja górska
| Miejsce | Zawodnik        | Państwo  | Zespół                | Punkty |
| ------- | --------------- | -------- | --------------------- | ------ |
|         | Maciej Paterski | Polska   | CCC Sprandi Polkowice | 44     |
| 2.      | Grega Bole      | Słowenia | CCC Sprandi Polkowice | 40     |
| 3.      | Edward Beltrán  | Kolumbia | Team Tinkoff-Saxo     | 38     |
| 4.      | Michał Gołaś    | Polska   | Etixx-Quick Step      | 26     |
| 5.      | Kamil Zieliński | Polska   | Reprezentacja Polski  | 25     |
| 6.      | Diego Rosa      | Włochy   | Pro Team Astana       | 25     |
| 7.      | Ben Hermans     | Belgia   | BMC Racing Team       | 22     |
| 8.      | Bram Tankink    | Holandia | Team LottoNL-Jumbo    | 20     |
| 9.      | Vegard Breen    | Norwegia | Lotto Soudal          | 20     |
| 10.     | Sergio Henao    | Kolumbia | Team Sky              | 17     |

### Klasyfikacja najaktywniejszych
| Miejsce | Zawodnik           | Państwo  | Zespół                 | Punkty |
| ------- | ------------------ | -------- | ---------------------- | ------ |
|         | Kamil Gradek       | Polska   | Reprezentacja Polski   | 8      |
| 2.      | Marcin Białobłocki | Polska   | Reprezentacja Polski   | 8      |
| 3.      | Matej Mohorič      | Słowenia | Team Cannondale-Garmin | 4      |
| 4.      | Diego Ulissi       | Włochy   | Lampre-Merida          | 3      |
| 5.      | Davide Formolo     | Włochy   | Team Cannondale-Garmin | 3      |
| 6.      | Paweł Poljański    | Polska   | Team Tinkoff-Saxo      | 3      |
| 7.      | Maciej Bodnar      | Polska   | Team Tinkoff-Saxo      | 3      |
| 8.      | Martijn Keizer     | Holandia | Team LottoNL-Jumbo     | 3      |
| 9.      | Manuele Mori       | Włochy   | Lampre-Merida          | 3      |
| 10.     | Fabio Aru          | Włochy   | Pro Team Astana        | 2      |

### Klasyfikacja drużynowa
| Miejsce | Zespół                 | Państwo           | Czas        |
| ------- | ---------------------- | ----------------- | ----------- |
| 1.      | Lotto Soudal           | Belgia            | 78h 21' 52" |
| 2.      | BMC Racing Team        | Stany Zjednoczone | + 3' 34"    |
| 3.      | Team Sky               | Wielka Brytania   | + 8' 26"    |
| 4.      | Pro Team Astana        | Kazachstan        | + 13' 07"   |
| 5.      | Team Tinkoff-Saxo      | Rosja             | + 22' 23"   |
| 6.      | CCC Sprandi Polkowice  | Polska            | + 37' 32"   |
| 7.      | IAM Cycling            | Szwajcaria        | + 40' 32"   |
| 8.      | Team Cannondale-Garmin | Stany Zjednoczone | + 43' 00"   |
| 9.      | Movistar Team          | Hiszpania         | + 44' 13"   |
| 10.     | Lampre-Merida          | Włochy            | + 50' 52"   |